# Estoril Open 2023
L'Estoril Open 2023, ufficialmente Millennium Estoril Open 2023, è stato un torneo di tennis giocato sulla terra rossa. È stata la 33ª edizione del torneo facente parte dell'ATP Tour 250 nell'ambito dell'ATP Tour 2023. Si è giocato al Clube de Ténis do Estoril di Cascais, in Portogallo, dal 3 al 9 aprile 2023.

## Partecipanti al singolare

### Teste di serie
| Nazionalità | Giocatore                   | Ranking | Testa di serie* |
| ----------- | --------------------------- | ------- | --------------- |
| Norvegia    | Casper Ruud                 | 4       | 1               |
| Polonia     | Hubert Hurkacz              | 9       | 2               |
| Spagna      | Alejandro Davidovich Fokina | 25      | 3               |
| Spagna      | Roberto Bautista Agut       | 28      | 4               |
| Argentina   | Sebastián Báez              | 33      | 5               |
| Serbia      | Miomir Kecmanović           | 35      | 6               |
| Argentina   | Diego Schwartzman           | 38      | 7               |
| Stati Uniti | Ben Shelton                 | 39      | 8               |

* Ranking al 20 marzo 2023.

#### Altri partecipanti
I seguenti giocatori hanno ricevuto una wildcard per il tabellone principale:
- Roberto Bautista Agut
- Ben Shelton
- João Sousa

I seguenti giocatori sono entrati nel tabellone principale passando dalle qualificazioni:

- Alessandro Giannessi
- Sebastian Ofner
- Henrique Rocha
- Pedro Sousa

#### Ritiri
Prima del torneo
- Grégoire Barrère → sostituito da  Tseng Chun-hsin
- Sebastian Korda → sostituito da  Hubert Hurkacz
- Pablo Carreño Busta → sostituito da  Dominic Thiem
- Dušan Lajović → sostituito da  Jurij Rodionov
- Emil Ruusuvuori → sostituito da  Luca Van Assche
- Mikael Ymer → sostituito da  Radu Albot

## Partecipanti al doppio

### Teste di serie
| Nazione  | Giocatore       | Nazione   | Giovatore     | Ranking* | Testa di serie |
| -------- | --------------- | --------- | ------------- | -------- | -------------- |
| Germania | Andreas Mies    | Monaco    | Hugo Nys      | 39       | 1              |
| Brasile  | Marcelo Melo    | Australia | John Peers    | 84       | 2              |
| Ecuador  | Gonzalo Escobar | Francia   | Fabien Reboul | 97       | 3              |
| Belgio   | Sander Gillé    | Belgio    | Joran Vliegen | 101      | 4              |

- Rankings are as of 20 March 2023

### Altri partecipanti
Le seguenti coppie di giocatori hanno ricevuto una wildcard per il tabellone principale:
- Ben Shelton /  Duarte Vale
- João Sousa /  Dominic Thiem

### Ritiri
Prima del torneo
- Marcelo Arévalo /  Jean-Julien Rojer → sostituiti da  Diego Hidalgo /  Cristian Rodríguez
- Tomislav Brkić /  Gonzalo Escobar → sostituiti da  Gonzalo Escobar /  Fabien Reboul
- Lloyd Glasspool /  Harri Heliövaara → sostituiti da  Andrew Harris /  John-Patrick Smith
- Kevin Krawietz /  Tim Pütz → sostituiti da  Marco Cecchinato /  Quentin Halys
- Rafael Matos /  David Vega Hernández → sostituiti da  Romain Arneodo /  Tristan-Samuel Weissborn
- Jamie Murray /  Michael Venus → sostituiti da  Radu Albot /  Victor Vlad Cornea
- Hugo Nys /  Jan Zieliński → sostituiti da  Andreas Mies /  Hugo Nys

## Punti
| Evento    | V   | F   | SF | QF | 2T | 1T   | Q    | Q2   | Q1   |
| Singolare | 250 | 150 | 90 | 45 | 20 | 0    | 12   | 6    | 0    |
| Doppio    | 250 | 150 | 90 | 45 | 0  | N.D. | N.D. | N.D. | N.D. |

## Montepremi
| Evento    | V       | F       | SF      | QF      | 2T     | 1T     | Q2     | Q1     |
| Singolare | €85,605 | €49,940 | €29,355 | €17,010 | €9,880 | €6,035 | €3,020 | €1,645 |
| Doppio*   | €29,740 | €15,910 | €9,330  | €5,220  | €3,070 | N.D.   | N.D.   | N.D.   |

* per team

## Campioni

### Singolare
Casper Ruud ha sconfitto in finale  Miomir Kecmanović con il punteggio di 6-2, 7-6(3).
• È il decimo titolo in carriera per Ruud, il primo in stagione.

### Doppio
Sander Gillé /  Joran Vliegen hanno sconfitto in finale  Nikola Ćaćić /  Miomir Kecmanović con il punteggio di 6-3, 6-4.